# Zichovec
Zichovec (en allemand : Sichowetz) est une commune du district de Kladno, dans la région de Bohême-Centrale, en République tchèque. Sa population s'élevait à 175 habitants en 2020.

## Géographie
Zichovec se trouve à 13 km au sud-ouest de Louny, à 20 km au nord-ouest de Kladno et à 43 km au nord-ouest de Prague.
La commune est limitée par Žerotín au nord, par Hořešovičky à l'est et au sud et par Bilichov au sud-ouest et à l'ouest.

## Histoire
La première mention écrite de la localité date de 1407.